# دانيكا باتريك
دانيكا باتريك (بالإنجليزية: Danica Patrick)‏ مواليد 25 مارس 1982 في ويسكونسن، الولايات المتحدة، هي سائقة فورملا 1 أمريكية.

## سباقات شاركت فيها
- سلسلة إندي كار
- إنديانابوليس 500

## وصلات خارجية
- دانيكا باتريك على موقع IMDb (الإنجليزية)
- دانيكا باتريك على موقع الموسوعة البريطانية (الإنجليزية)
- دانيكا باتريك على موقع إن إن دي بي (الإنجليزية)
- دانيكا باتريك على موقع قاعدة بيانات الفيلم (الإنجليزية)
- دانيكا باتريك على موقع Racing-Reference.info (الإنجليزية)
- دانيكا باتريك على موقع DriverDB.com (الإنجليزية)
- الموقع الرسمي